# Chiayusaurus
Il chiayusauro (gen. Chiayusaurus) è un dinosauro erbivoro appartenente ai sauropodi. I suoi scarsi resti fossili sono stati ritrovati in terreni attribuiti al Giurassico superiore o al Cretaceo inferiore (150 - 110 milioni di anni fa) in Cina.

## Classificazione
Noto solo per alcuni denti fossili dalla forma a spatola, questo dinosauro è stato descritto per la prima volta da Bohlin nel 1953 ed è stato attribuito ai sauropodi. In passato è stato avvicinato al ben noto Camarasaurus del Giurassico americano, a causa della forma dei denti, ma l'identità di Chiayusaurus è dubbia in quanto questo tipo di denti è comune a molti sauropodi e non vi sono sufficienti caratteristiche distintive che permettano una classificazione più precisa. La specie tipo, Chiayusaurus lacustris, è stata considerata anche un possibile sinonimo dell'altrettanto enigmatico Asiatosaurus o addirittura di Mamenchisaurus. Nel 1997 è stata descritta un'altra specie, Chiayusaurus asianensis, sulla base di denti ritrovati in Corea del Sud in strati dell'Aptiano/Albiano (circa 110 milioni di anni fa), ma l'attribuzione al genere non è sicura.